# Constitución de los atenienses

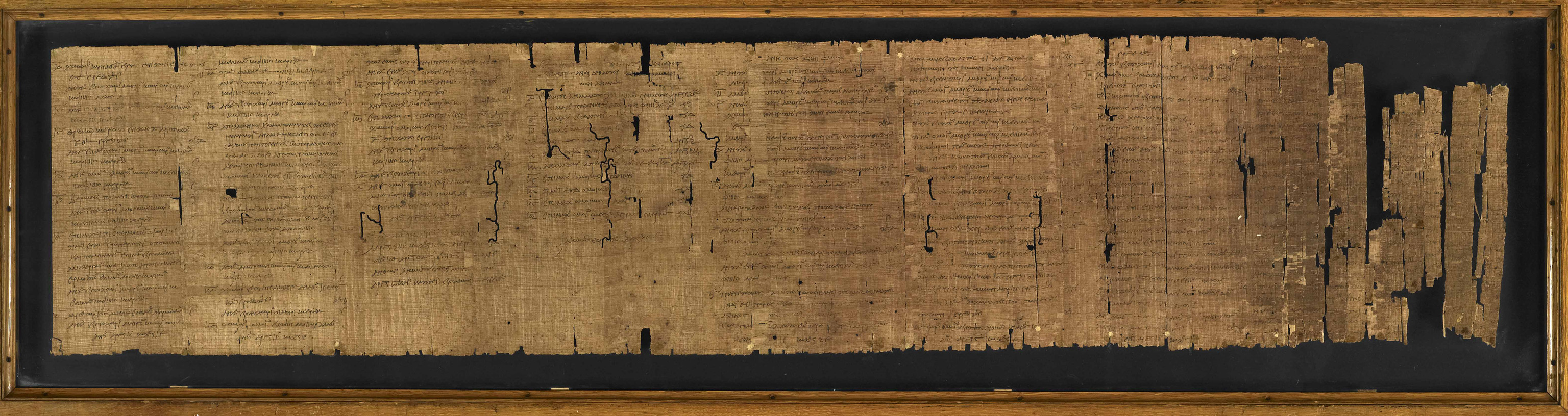
La aristotélica Constitución de los atenienses, ahora en la Biblioteca Británica (papiro 131).

La Constitución de los atenienses o Constitución ateniense es una obra de Aristóteles o uno de sus alumnos. Se trata de la primera de una serie de 158 constituciones que el filósofo griego habría tenido en proyecto escribir con el fin de reflejar enciclopédicamente la cultura legislativa de su tiempo.
En la Constitución de los atenienses, Aristóteles refleja tanto la realidad legislativa de la gran ciudad Estado y el contexto en que esta se fue plasmando a lo largo de la historia, como los principales momentos de la misma en lo que se refiere a distintas innovaciones de tipo político-administrativas. La obra muestra, además, el pensamiento heleno acerca de la configuración política y sociocultural de Atenas.

## Descubrimiento
El texto aristotélico es único, porque no es parte del Corpus Aristotelicum. Se perdió hasta que dos hojas de un códice de papiro que llevaban parte del texto fueron descubiertas en Oxirrinco, Egipto en 1879 y publicadas en 1880 (P.Berol. inv. 5009). Un misionero estadounidense compró en Egipto un segundo y más extenso texto en papiro (cuatro rollos que en el recto o lado utilizado primero tienen escrita una contabilidad de época de Vespasiano). Ernest Wallis Budge del Museo Británico lo adquirió más tarde ese mismo año, y la primera edición de Frederic G. Kenyon se publicó en enero de 1891. Las ediciones del texto griego más utilizadas en la actualidad son el Oxford Classical Text de 1920 de Kenyon y la edición de Teubner de Mortimer. H. Chambers (1986, segunda edición 1994). El texto en papiro ahora se encuentra en la Biblioteca Británica (P. inv. 131 = editado como P.Lond.Lit. 108).
Los relatos antiguos de Aristóteles le acreditan con 170 Constituciones de varios estados; se asume ampliamente que se trataba de investigaciones para la Política, y que muchos de ellos fueron escritos o redactados por sus alumnos. Atenas, sin embargo, era un estado particularmente importante, y donde Aristóteles vivía en ese momento, por lo tanto, es plausible que, incluso si los estudiantes compusieran los otros, Aristóteles lo hubiera compuesto él mismo como modelo para el resto. Por otro lado, varios eruditos prominentes dudan de que haya sido escrito por Aristóteles.
Si se trata de una escritura genuina de Aristóteles, entonces es de particular importancia, porque es el único de sus escritos existentes que en realidad fue destinado a la publicación.
Debido a que pretende suministrar tanta información contemporánea previamente desconocida o poco confiable, los historiadores modernos han afirmado que «el descubrimiento de este tratado constituye casi una nueva época en el estudio histórico griego». En particular, 21-22, 26.2-4 y 39-40 del trabajo contienen información objetiva que no se encuentra en ningún otro texto antiguo existente.

## Sinopsis
La Constitución de los atenienses describe el sistema político de la antigua Atenas. El tratado fue compuesto entre el 330 y 322 a. C. Algunos autores antiguos, como Diógenes Laercio, afirman que Aristóteles asignó a sus alumnos a preparar una monografía de 158 constituciones de ciudades griegas, incluida una constitución de Atenas.
El trabajo consiste de dos partes. La primera parte, del Capítulo 1 al Capítulo 41, trata sobre las diferentes formas de la constitución, desde el juicio de los Alcmeónidas hasta el 403 a. C., año de la reinstauración de la democracia, tras el gobierno de los Treinta Tiranos. La segunda parte describe las instituciones de la ciudad, incluidos los términos de acceso a la ciudadanía, los magistrados y los tribunales.
El texto fue publicado en 1891 por Frederic George Kenyon. Poco después surgió una controversia sobre la autoría del trabajo que continúa en la actualidad.

## Ediciones
- Aristóteles (1948). Constitución de Atenas. Edición, traducción y notas con estudio preliminar por Antonio Tovar (reimp. 1970). Madrid: Instituto de Estudios Políticos (actual Centro de Estudios Políticos y Constitucionales).
- Aristóteles (1984). Constitución de los atenienses. Introducción, traducción y notas: Manuela García Valdez. Madrid: Gredos. ISBN 84-249-0934-8.